# The Commitments (film)
The Commitments är en irländsk drama-komedifilm från 1991. Filmen är regisserad av Alan Parker, med manus skrivet av Dick Clement, Ian La Frenais och Roddy Doyle. Den är baserad på en bok av Roddy Doyle med samma namn. The Commitments är det första filmen i franchisen Barrytown-trilogin, följd av The Snapper (1993) and The Van (1996).
År 1999 placerade British Film Institute filmen på 38:e plats på sin lista över de 100 bästa brittiska filmerna genom tiderna.

## Handling
Jimmy Rabbitte (Robert Arkins) vill bli manager för ett nytt band. Colm Meaney spelar hans pappa som själv tycker att han är Elvis Presley. Han har hittat musiker men ännu inte hittat sångare. Till slut får han tag på Deco (Andrew Strong) som har en bra röst. Filmen är inspelad i de fattiga delarna i norra Dublin. De får ihop en hel grupp som sedan kommer ut och får spelningar. En långhårig ung Glen Hansard gör rollen som gitarrist. De vill ha soulmusik, och de tar låtar från Otis Redding, Wilson Pickett och flera andra soulmusiker.
I bandet finns tre sångerskor: Bernie McGloughlin, Natalie Murphy och Imelda Quirke. Bernie spelas av Bronagh Gallagher och Natalie av Maria Doyle Kennedy.